# Nematoscelis
Nematoscelis é um género de krill.

## Taxonomia
Incluem-se neste género as espécies seguintes:
- Nematoscelis atlantica Hansen, 1910
- Nematoscelis difficilis Hansen, 1911
- Nematoscelis gracilis Hansen, 1910
- Nematoscelis lobata Hansen, 1916
- Nematoscelis megalops G. O. Sars, 1883
- Nematoscelis microps G. O. Sars, 1883
- Nematoscelis tenella G. O. Sars, 1883